# David Pate
David Pate (* 16. April 1962 in Los Angeles, Kalifornien) ist ein ehemaliger US-amerikanischer Tennisspieler. 1991 führte er die Tennisweltrangliste im Doppel an.

## Leben
Pate studierte an der Texas Christian University und gewann 1981 zusammen mit Carl Richter den Doppeltitel bei den NCAA-Meisterschaften. 1983 wurde er Tennisprofi und konnte bereits im darauf folgenden Jahr in Tokio seinen ersten Einzeltitel auf der ATP World Tour erringen. 1987 gewann er in Los Angeles im Finale gegen Stefan Edberg sein zweites und letztes Einzelturnier.
Im Doppel war er ungleich erfolgreicher, zwischen 1984 und 1993 gewann er 18 Doppeltitel, weitere 18 Mal stand er in einem Finale. Seine höchste Notierung erreichte er 1987 mit Position 18 im Einzel sowie 1992 mit Position eins im Doppel.
Im Einzel kam er bei Grand-Slam-Turnieren nie über die dritte Runde hinaus. An der Seite von Scott Davis gewann er 1991 die Australian Open. Im Finale bezwangen sie Patrick McEnroe und David Wheaton in vier Sätzen. Im selben Jahr stand er, wieder mit Davis, im Finale der US Open. Dort unterlagen sie John Fitzgerald und Anders Järryd. Bei den French Open und in Wimbledon erreichte er als bestes Ergebnis jeweils das Viertelfinale.
Pate wurde beim 3:2-Halbfinalsieg gegen Deutschland 1991 ein einziges Mal in die US-amerikanische Davis-Cup-Mannschaft berufen. Obwohl er in diesem Jahr die Doppelweltrangliste angeführt hatte, wurde er nach seiner Niederlage an der Seite von Scott Davis gegen Eric Jelen und Michael Stich nicht mehr berücksichtigt.

## Erfolge
| Legende                                                   |
| Grand Slam (1)                                            |
| Tennis Masters Cup                                        |
| ATP Masters Series (1)                                    |
| ATP Championship Series ATP International Series Gold (2) |
| ATP World Series ATP International Series (16)            |
| ATP Challenger Series (1)                                 |

| ATP-Titel nach Belag |
| Hartplatz (15)       |
| Sand (1)             |
| Rasen (0)            |
| Teppich (4)          |

### Einzel

#### Turniersiege
| Nr. | Datum              | Turnier     | Belag     | Finalgegner   | Ergebnis |
| --- | ------------------ | ----------- | --------- | ------------- | -------- |
| 1.  | 14. Oktober 1984   | Tokio       | Hartplatz | Terry Moor    | 6:3, 7:5 |
| 2.  | 27. September 1987 | Los Angeles | Hartplatz | Stefan Edberg | 6:4, 6:4 |

#### Finalteilnahmen
| Nr. | Datum              | Turnier   | Belag       | Finalgegner    | Ergebnis           |
| --- | ------------------ | --------- | ----------- | -------------- | ------------------ |
| 1.  | 30. September 1984 | Honolulu  | Teppich (i) | Marty Davis    | 1:6, 2:6           |
| 2.  | 24. Februar 1985   | La Quinta | Hartplatz   | Larry Stefanki | 1:6, 4:6, 6:3, 3:6 |
| 3.  | 5. April 1987      | Chicago   | Teppich (i) | Tim Mayotte    | 4:6, 2:6           |
| 4.  | 19. April 1987     | Tokio     | Hartplatz   | Stefan Edberg  | 6:7, 4:6           |

### Doppel

#### Turniersiege

##### ATP Tour
| Nr. | Datum              | Turnier           | Belag       | Partner      | Finalgegner                       | Ergebnis           |
| --- | ------------------ | ----------------- | ----------- | ------------ | --------------------------------- | ------------------ |
| 1.  | 11. August 1985    | Stratton Mountain | Hartplatz   | Scott Davis  | Ken Flach Robert Seguso           | 3:6, 7:6, 7:6      |
| 2.  | 20. Oktober 1985   | Tokio             | Hartplatz   | Scott Davis  | Sammy Giammalva Greg Holmes       | 7:6, 6:7, 6:3      |
| 3.  | 2. Februar 1986    | Philadelphia      | Teppich     | Scott Davis  | Stefan Edberg Anders Järryd       | 7:6, 3:6, 6:3, 7:5 |
| 4.  | 27. September 1987 | Los Angeles (1)   | Hartplatz   | Kevin Curren | Brad Gilbert Tim Wilkison         | 6:3, 6:4           |
| 5.  | 22. November 1987  | Johannesburg (1)  | Hartplatz   | Kevin Curren | Eric Korita Brad Pearce           | 6:4, 6:4           |
| 6.  | 21. Februar 1988   | Memphis           | Hartplatz   | Kevin Curren | Peter Lundgren Mikael Pernfors    | 6:2, 6:2           |
| 7.  | 20. November 1988  | Johannesburg (2)  | Hartplatz   | Kevin Curren | Gary Muller Tim Wilkison          | 7:6, 6:4           |
| 8.  | 15. Oktober 1989   | Sydney            | Hartplatz   | Scott Warner | Darren Cahill Mark Kratzmann      | 6:3, 6:7, 7:5      |
| 9.  | 22. Oktober 1989   | Tokio             | Teppich (i) | Kevin Curren | Andrés Gómez Slobodan Živojinović | 4:6, 6:3, 7:6      |
| 10. | 8. April 1990      | Orlando           | Hartplatz   | Scott Davis  | Alfonso Mora Brian Page           | 6:3, 7:5           |
| 11. | 13. Mai 1990       | Kiawah Island     | Sand        | Scott Davis  | Jim Grabb Leonardo Lavalle        | 6:2, 6:3           |
| 12. | 5. August 1990     | Los Angeles (2)   | Hartplatz   | Scott Davis  | Peter Lundgren Paul Wekesa        | 3:6, 6:1, 6:3      |
| 13. | 19. August 1990    | Indianapolis      | Hartplatz   | Scott Davis  | Grant Connell Glenn Michibata     | 7:6, 7:6           |
| 14. | 4. November 1990   | Paris             | Teppich     | Scott Davis  | Darren Cahill Mark Kratzmann      | 5:7, 6:3, 6:4      |
| 15. | 13. Januar 1991    | Sydney            | Hartplatz   | Scott Davis  | Darren Cahill Mark Kratzmann      | 3:6, 6:3, 6:2      |
| 16. | 27. Januar 1991    | Australian Open   | Hartplatz   | Scott Davis  | Patrick McEnroe David Wheaton     | 6:7, 7:6, 6:3, 7:5 |
| 17. | 3. März 1991       | Chicago           | Teppich     | Scott Davis  | Grant Connell Glenn Michibata     | 6:4, 5:7, 7:6      |
| 18. | 21. Juli 1991      | Washington, D.C.  | Hartplatz   | Scott Davis  | Ken Flach Robert Seguso           | 6:4, 6:2           |

##### Challenger Tour
| Nr. | Datum         | Turnier | Belag       | Doppelpartner | Finalgegner                        | Ergebnis |
| --- | ------------- | ------- | ----------- | ------------- | ---------------------------------- | -------- |
| 1.  | 10. März 1984 | Wien    | Teppich (i) | Bruce Manson  | Peter Bastiansen Michael Mortensen | 6:3, 6:4 |

#### Finalteilnahmen
| Nr. | Datum             | Turnier              | Belag       | Partner         | Finalgegner                    | Ergebnis           |
| --- | ----------------- | -------------------- | ----------- | --------------- | ------------------------------ | ------------------ |
| 1.  | 12. Mai 1984      | Forest Hills         | Sand        | Ernie Fernández | David Dowlen Nduka Odizor      | 6:7, 5:7           |
| 2.  | 31. März 1985     | Fort Myers           | Hartplatz   | Sammy Giammalva | Ken Flach Robert Seguso        | 6:3, 3:6, 3:6      |
| 3.  | 27. Oktober 1985  | Tokio Indoor (1)     | Teppich (i) | Scott Davis     | Ken Flach Robert Seguso        | 6:4, 3:6, 6:77     |
| 4.  | 12. Oktober 1986  | Scottsdale           | Hartplatz   | Scott Davis     | Leonardo Lavalle Mike Leach    | 6:7, 4:6           |
| 5.  | 8. Februar 1987   | Lyon (1)             | Teppich (i) | Kelly Jones     | Guy Forget Yannick Noah        | 6:4, 3:6, 4:6      |
| 6.  | 8. November 1987  | Paris Masters        | Teppich (i) | Scott Davis     | Jakob Hlasek Claudio Mezzadri  | 6:7, 2:6           |
| 7.  | 8. November 1987  | Frankfurt            | Teppich (i) | Scott Davis     | Boris Becker Patrik Kühnen     | 4:6, 2:6           |
| 8.  | 17. April 1988    | Tokio (1)            | Hartplatz   | Steve Denton    | John Fitzgerald Johan Kriek    | 4:6, 7:6, 4:6      |
| 9.  | 19. März 1989     | Indian Wells Masters | Hartplatz   | Kevin Curren    | Jakob Hlasek Boris Becker      | 6:7, 5:7           |
| 10. | 23. April 1989    | Tokio (2)            | Hartplatz   | Kevin Curren    | Ken Flach Robert Seguso        | 6:7, 6:7           |
| 11. | 14. Oktober 1990  | Tokio Indoor (2)     | Teppich (i) | Scott Davis     | Guy Forget Jakob Hlasek        | 6:7, 5:7           |
| 12. | 21. Oktober 1990  | Lyon (2)             | Teppich (i) | Jim Grabb       | Patrick Galbraith Kelly Jones  | 6:7, 4:6           |
| 13. | 5. Mai 1991       | Tampa                | Sand        | Richey Reneberg | Ken Flach Robert Seguso        | 7:6, 4:6, 1:6      |
| 14. | 8. September 1991 | US Open              | Hartplatz   | Scott Davis     | John Fitzgerald Anders Järryd  | 3:6, 6:3, 3:6, 3:6 |
| 15. | 13. Oktober 1991  | Tokio Indoor (3)     | Teppich (i) | Scott Davis     | Jim Grabb Richey Reneberg      | 5:7, 6:2, 6:7      |
| 16. | 4. April 1993     | Osaka                | Hartplatz   | Glenn Michibata | Mark Keil Christo van Rensburg | 6:7, 3:6           |
| 17. | 11. April 1993    | Tokio (3)            | Hartplatz   | Glenn Michibata | Ken Flach Rick Leach           | 6:2, 3:6, 4:6      |
| 18. | 1. August 1993    | Kanada Masters       | Hartplatz   | Glenn Michibata | Jim Courier Mark Knowles       | 4:6, 6:7           |